# Mokrous
Mokrous (in russo Мокроус?) è un insediamento di tipo urbano dell'oblast' di Saratov, in Russia; è il centro amministrativo del distretto Fëdorovskij.
Si trova 126 km a est di Saratov.